# Estrada Parque Vargem Bonita (DF-055)
A DF-055, também chamada Estrada Parque Vargem Bonita (EPVB) é uma rodovia radial do Distrito Federal, no Brasil.
Tem duas faixas, uma em cada direção. Vai da BR-040 até próximo a Área de Relevante Interesse Ecológico Capetinga–Taquara e a Fazenda Água Limpa da UnB, atravessando a região administrativa do Park Way.
É uma das estradas parque - tradução literal das vias americanas chamadas parkway - cuja ideia veio de Lúcio Costa para vias de trânsito rápido, sem interrupções e com uma paisagem bucólica, diferente das caóticas rodovias tradicionais, o que acabou se perdendo com o tempo.